# Berberitzengewächse
Die Berberitzengewächse (Berberidaceae), auch Sauerdorngewächse genannt, sind eine Familie in der Ordnung der Hahnenfußartigen (Ranunculales) innerhalb der Bedecktsamigen Pflanzen (Magnoliopsida).

## Beschreibung

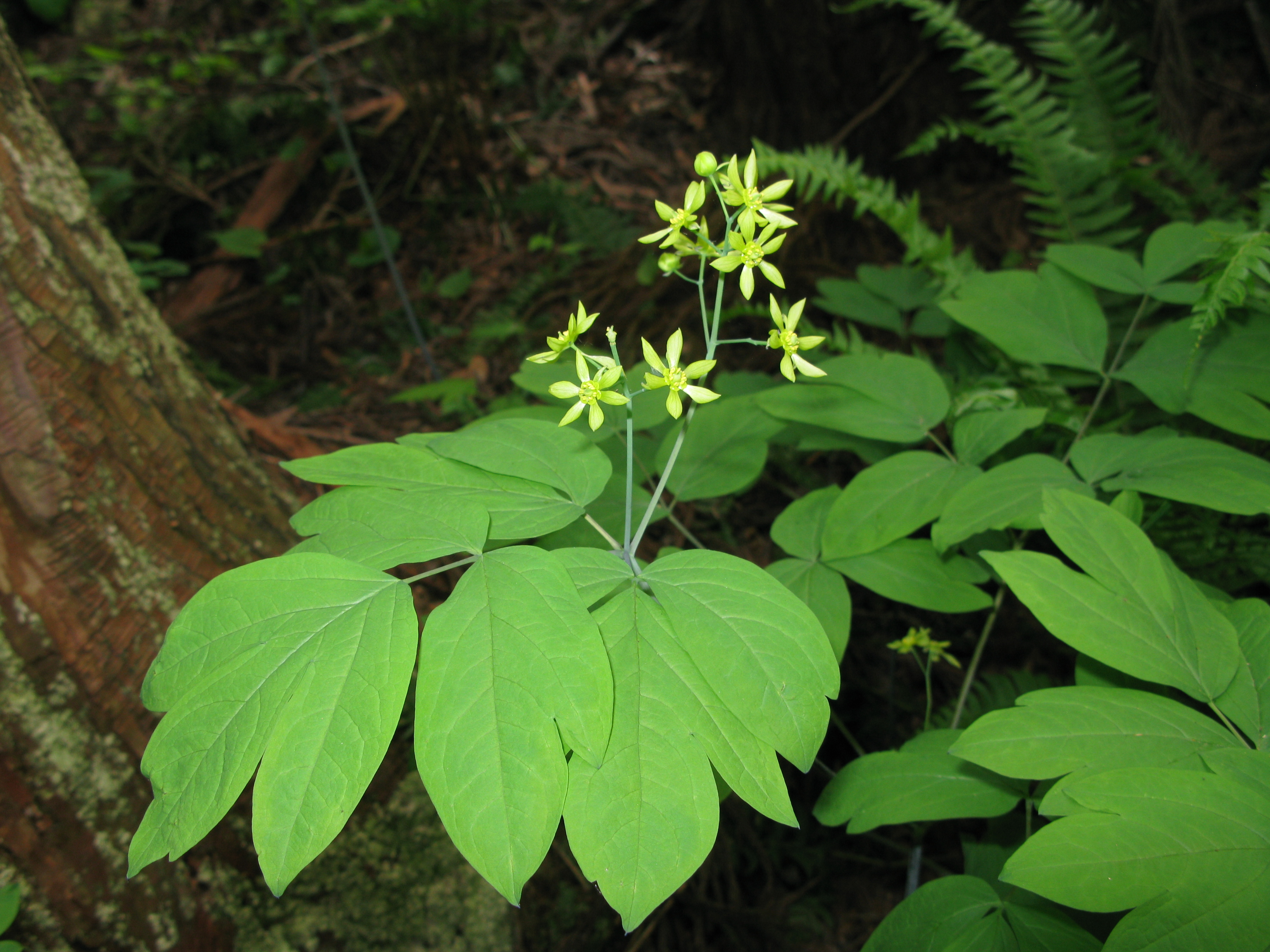
Caulophyllum robustum

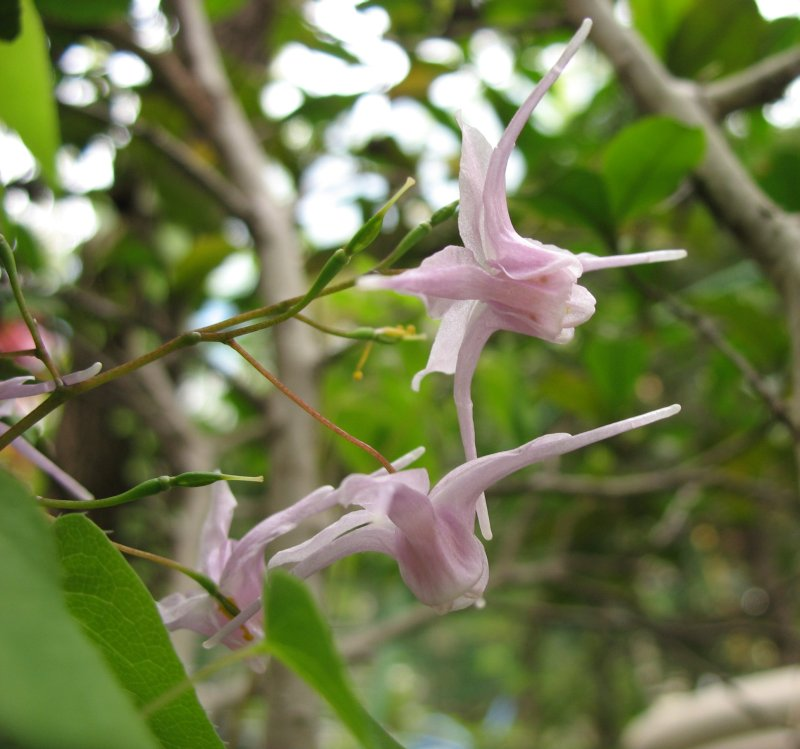
Großblütige Elfenblume (Epimedium grandiflorum)

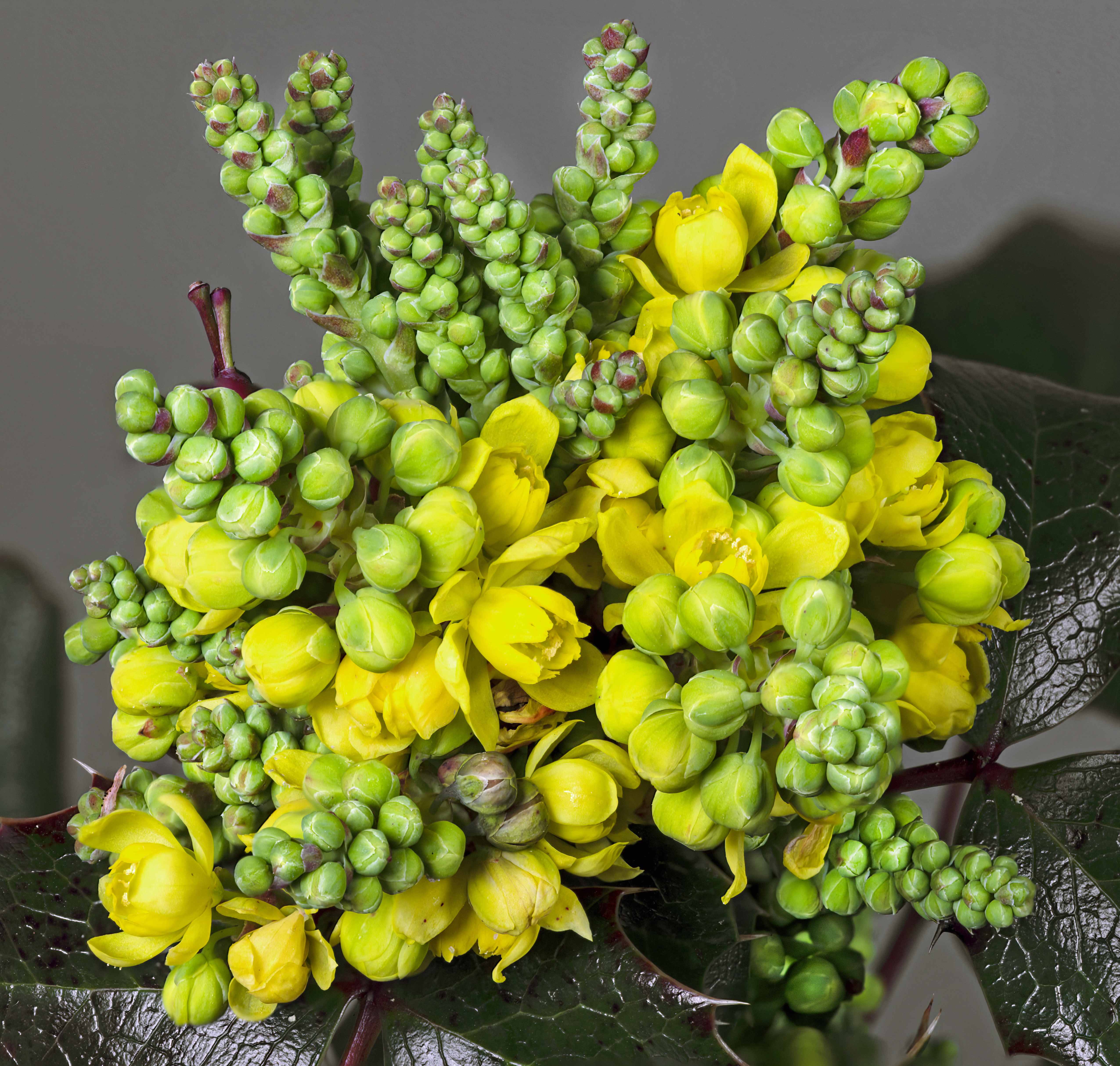
Gewöhnliche Mahonie (Mahonia aquifolium)

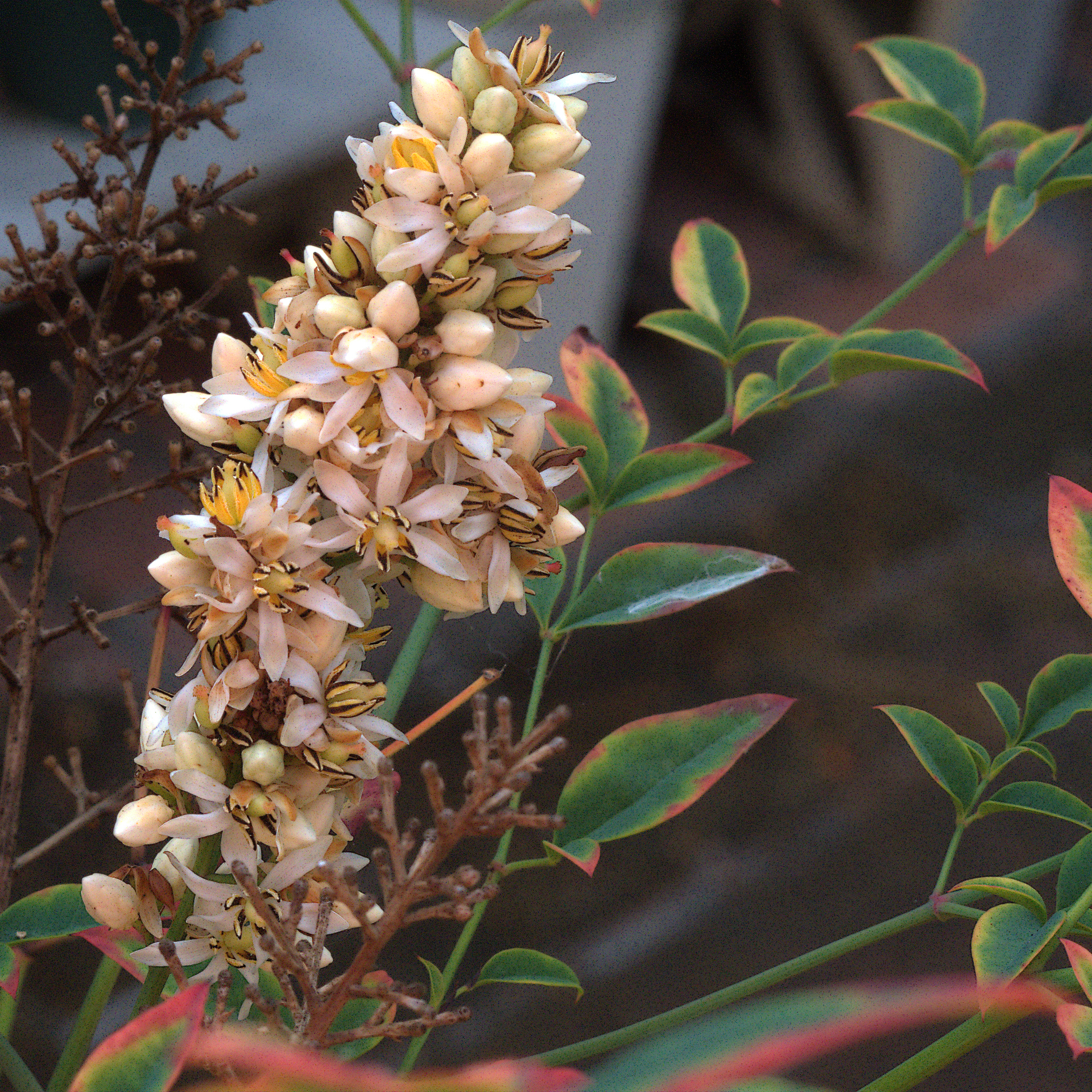
Himmelsbambus (Nandina domestica)

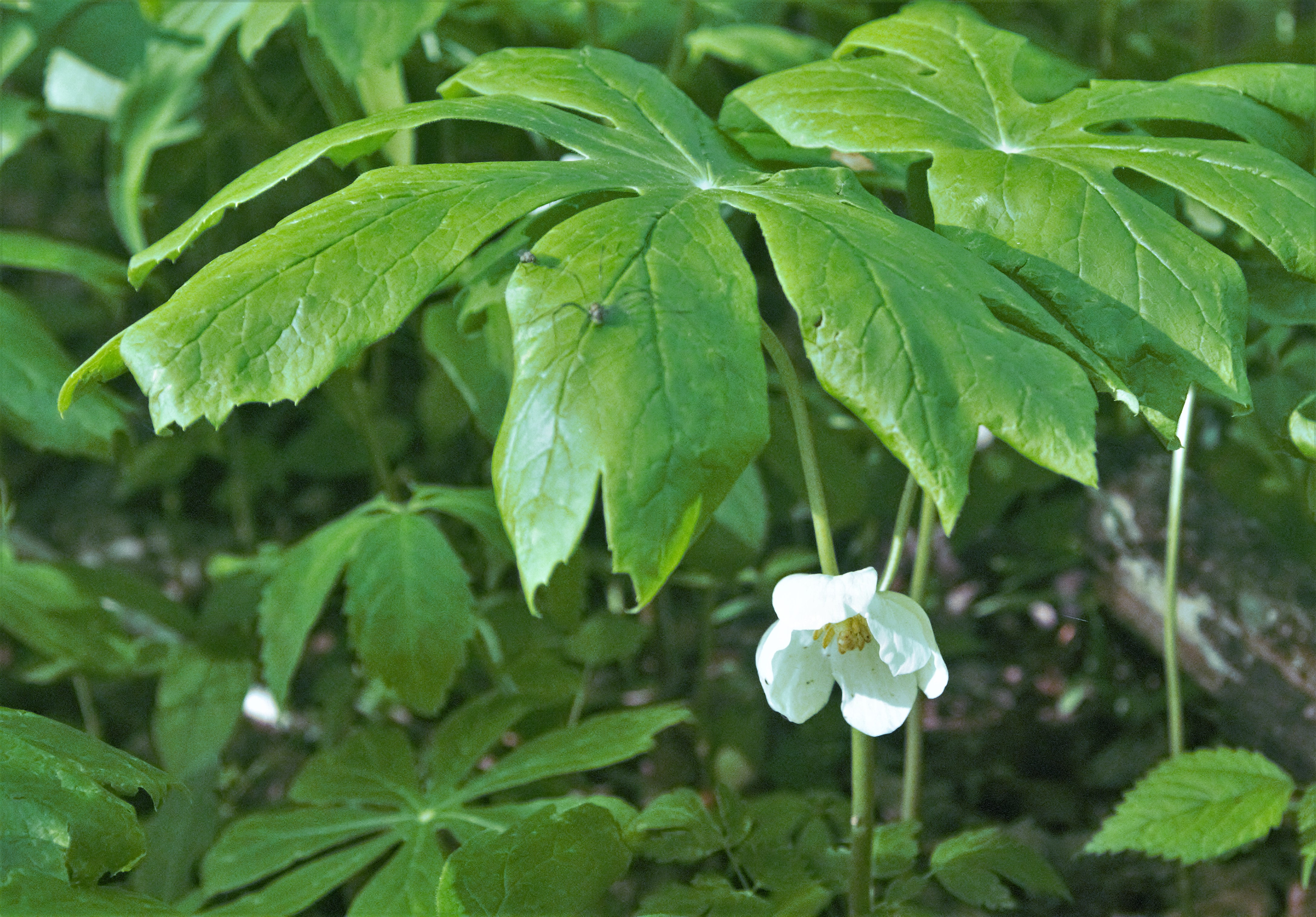
Schildförmiges Fußblatt (Podophyllum peltatum)

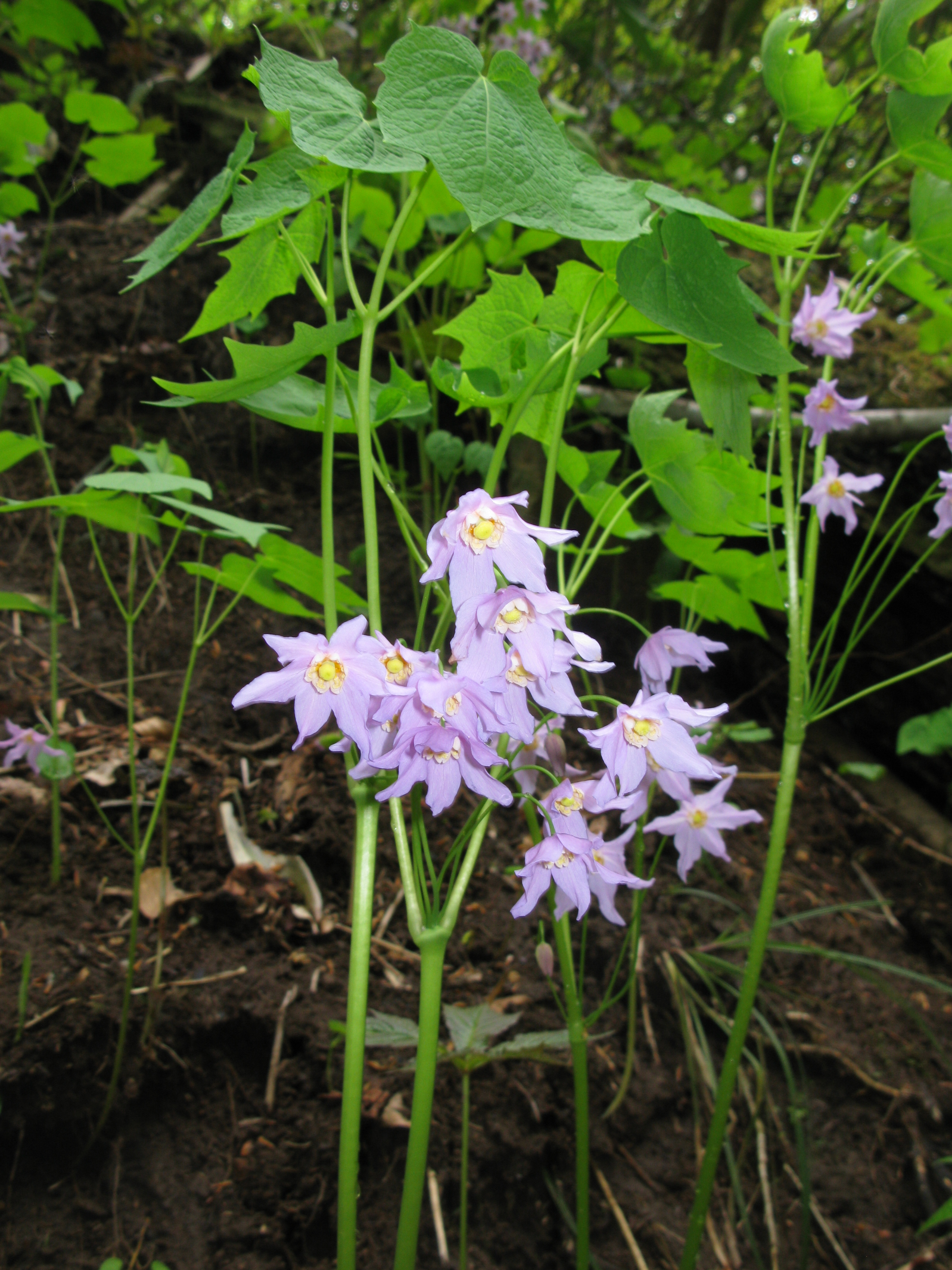
Ranzania japonica

### Vegetative Merkmale
Es gibt krautige und verholzende Taxa, allerdings sind die meisten Arten Sträucher. Einige Arten sind Xerophyten in den asiatischen Wüsten.

### Generative Merkmale
Die zwittrigen Blüten sind radiärsymmetrisch und meistens dreizählig. Die Staubbeutel öffnen sich oft mit zwei Klappen. In jeder Blüte gibt es nur ein oberständiges Fruchtblatt, das meist viele Samenanlagen enthält.
Als Früchte werden Balgfrüchte oder Beeren, selten Nüsschen gebildet, die einen bis 50 Samen enthalten.

## Systematik und Verbreitung
Die Familie Berberidaceae wurde 1789 durch Antoine Laurent de Jussieu in Genera plantarum, S. 286 aufgestellt. Synonyme für Berberidaceae Juss. sind: Diphylleiaceae Schultz Sch., Leonticaceae Airy Shaw, Nandinaceae Horan., Podophyllaceae DC. nom. cons., Ranzaniaceae Takht.
Die meisten Arten gibt es im östlichen Asien und im östlichen Nordamerika. Ihre Hauptverbreitung liegt in den nördlichen gemäßigten Gebieten. Einige Arten kommen in Südamerika und in Nordafrika vor. Viele Gattungen haben ein disjunktes Areal.
Die Familie der Berberitzengewächse (Berberidaceae) wird in drei Unterfamilien und einige Tribus gegliedert und enthält 13 bis 19 Gattungen mit etwa 700 Arten:
- Unterfamilie Berberidoideae Kostel.:[4] Sie enthält zwei Tribus:
  - Tribus Berberideae Rchb.: Sie enthält bis zu vier Gattungen:[4][5]
    - Alloberberis C.C.Yu & K.F.Chung (Syn.: Mahonia sect. Horridae): Sie wurde 2017 aufgestellt.[5] Die etwa elf Arten kommen von den südwestlichen USA bis Mexiko vor.
    - Berberitzen (Berberis L.): Sie enthält 400 bis 600 Arten.
    - Mahonien (Mahonia Nutt.): Manchmal in Berberis L. einbezogen, umfasst 60 bis 70 Arten.
    - Moranothamnus C.C.Yu & K.F.Chung: Sie wurde 2017 aufgestellt und enthält nur eine Art:[5]
      - Moranothamnus claireae (R.C.Moran) C.C.Yu & K.F.Chung: Dieser Endemit kommt nur im mexikanischen Niederkalifornien vor.

  - Tribus Ranzanieae Kumaz. ex Terab.: Sie enthält nur eine Gattung:[4]
    - Ranzania T.Itô: Sie enthält nur eine Art:
      - Ranzania japonica (T.Itô ex Maxim.) T.Itô: Sie ist ein Endemit auf der japanischen Insel Honshū.

- Unterfamilie Nandinoideae Heintze: Sie enthält zwei Tribus:[4]
  - Tribus Leonticeae (Spach) Kosenko: Sie enthält drei Gattungen:[4]
    - Caulophyllum Michx.:[4] Sie besitzt ein disjunktes Areal mit nur drei Arten: eine in Japan und zwei im östlichen Nordamerika, darunter:
      - Indianerwiege oder Indianische Blaubeere (Caulophyllum thalictroides (L.) Michx.): Sie ist in Nordamerika verbreitet.

    - Gymnospermium Spach:[4] Die sechs bis acht Arten kommen auf der Nordhalbkugel vor.
    - Löwentrapp (Leontice L.):[4] Die etwa zehn Arten kommen auf der Nordhalbkugel vor.

  - Tribus Nandineae Bernh.: Sie enthält nur eine Gattung:[4]
    - Nandina Thunb.: Sie enthält nur eine Art:
      - Himmelsbambus (Nandina domestica Thunb.): Es ist ein Strauch aus Ostasien.

- Unterfamilie Podophylloideae Eaton:[4]
  - Tribus Achlydeae Bernh.: Sie enthält nur eine Gattung:[4]
    - Achlys DC.: Sie besitzt ein disjunktes Areal mit nur zwei bis drei Arten: eine Art in Japan und eine oder zwei Arten in Nordamerika.

  - Tribus Bongardieae Takht. ex C.L.Hsieh, C.C.Yu & K.F.Chung: Sie wurde 2022 gültig veröffentlicht und enthält nur eine Gattung:[4]
    - Bongardia C.A.Mey.: Sie enthält nur eine Art:[4]
      - Bongardia chrysogonum (L.) Griseb. (Syn.: Bongardia margalla R.R.Stewart ex Qureshi & Chaudhri): Sie ist vom östlichen Mittelmeerraum vom südlichen Griechenland über den Mittleren Osten sowie Nordafrika bis zum westlichen Pakistan verbreitet.[4]

  - Tribus Epimedieae Dumort.: Sie enthält zwei Gattungen:[4]
    - Elfenblumen (Epimedium L.), auch Sockenblumen genannt: Die 50 bis 60 Arten sind in China, Japan, Korea, im westlichen Himalaya, Südeuropa und Nordafrika verbreitet.[4]
    - Vancouveria C.Morren & Decne.: Die nur drei Arten kommen in den nordwestlichen USA vor.[4]

  - Tribus Jeffersonieae C.L.Hsieh, C.C.Yu & K.F.Chung: Sie wurde 2022 aufgestellt und enthält zwei Gattungen:[4]
    - Plagiorhegma Maxim.: Sie enthält nur eine Art:[4]
      - Plagiorhegma dubia Maxim. (Syn.: Jeffersonia dubia (Maxim.) Benth. & Hook. f. ex Baker & Moore, Jeffersonia manchuriensis Hance): Sie ist nur im nordöstlichen China, in Südkorea und Russlands Fernem Osten verbreitet.[4]

    - Jeffersonia Barton: Sie enthält nur eine Art:[4]
      - Jeffersonia diphylla (L.) Pers.: Sie ist vom südöstlichen Kanada bis zu den nördlich-zentralen sowie östlichen USA verbreitet.[4]

  - Tribus Podophylleae DC.: Sie enthält vier Gattungen:[4]
    - Diphylleia Michx.: Sie besitzt ein disjunktes Areal mit nur drei Arten: zwei im östlichen Asien und eine im östlichen Nordamerika:[4]
      - Schirmblatt (Diphylleia cymosa Michx.): Sie ist in den USA beheimatet.

    - Dysosma Woodson: Die sieben bis zehn Arten sind in China verbreitet; eine davon kommt auch im nördlichen Vietnam.[4]
    - Fußblätter (Podophyllum L.): Die je nach Autor sechs bis etwa zwölf Arten sind hauptsächlich im östlichen Asien verbreitet; nur eine Art stammt aus dem östlichen (atlantischen) Nordamerika.[4]
    - Sinopodophyllum T.S.Ying: Sie enthält nur eine Art:[4]
      - Himalaya-Maiapfel (Sinopodophyllum hexandrum (Royle) T.S.Ying, Syn.: Podophyllum hexandrum Royle): Er ist im östlichen Afghanistan, Bhutan, China, nördlichen Indien, Kaschmir, Nepal, Pakistan und Sikkim verbreitet.